# 格羅瑙河
50°14′42″N 9°36′54″E / 50.24500°N 9.61500°E

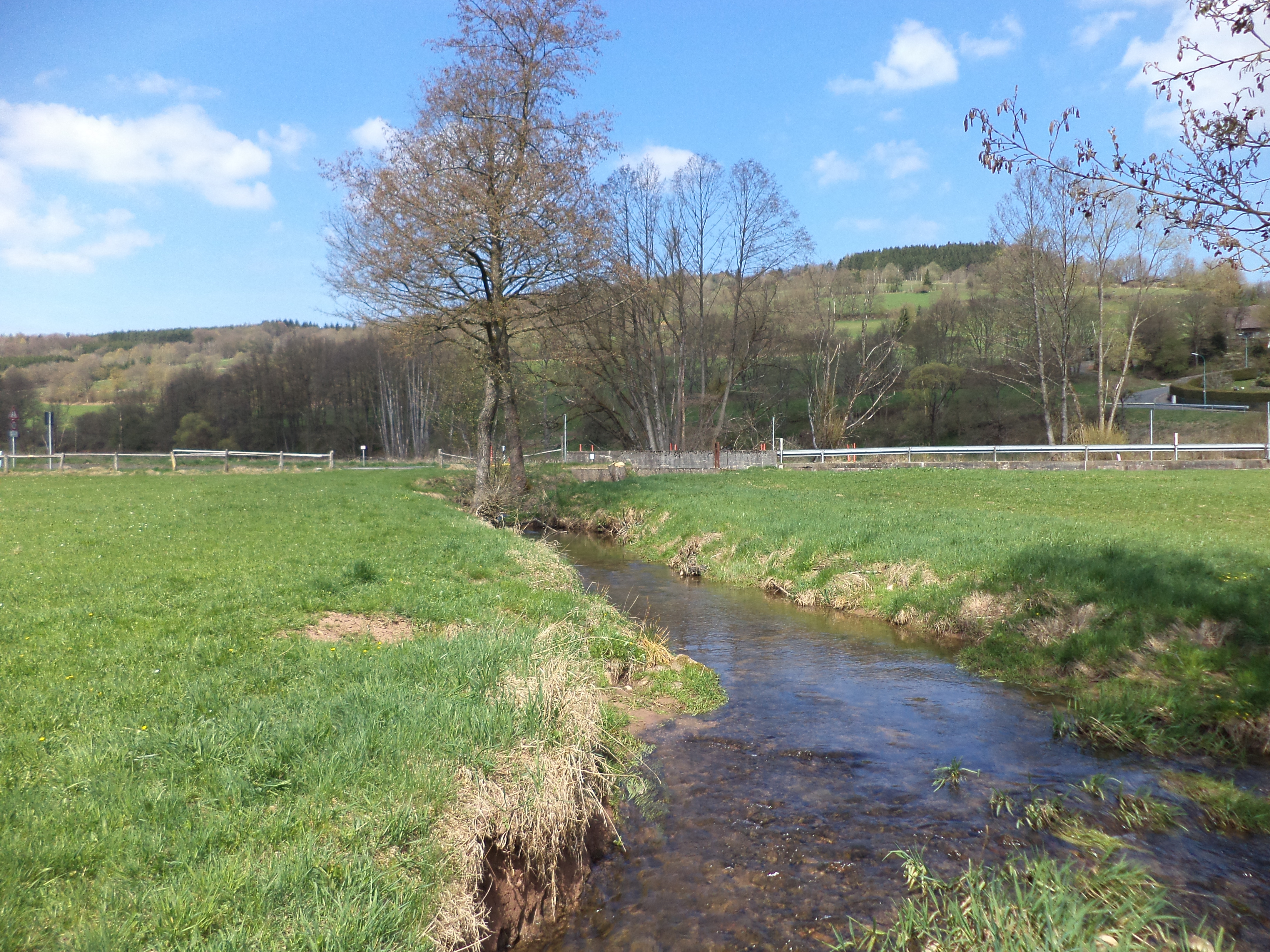

格羅瑙河（德語：Gronau），是德國的河流，位於該國中部，由黑森州負責管轄，屬於辛恩河的支流，河道全長3公里，流域面積26.2平方公里，流經美因-金齊希縣。